# Bad Girls (chanson de M.I.A.)
Pour les articles homonymes, voir Bad Girls.
Singles de M.I.A.
Internet Connection
(2011) Give Me All Your Luvin'
(2012)
Bad Girls est une chanson de l'artiste anglaise M.I.A. issue de son quatrième album studio, Matangi, sorti en novembre 2013. La chanson a été écrite par M.I.A., Marcella Araica et Floyd Nathaniel "Danja" Hills et a été produite par ce dernier. La chanson, sa première publiée depuis son départ de chez XL Recordings en 2011, a été publié par M.I.A. elle-même dans le monde entier sous la licence exclusive d'Interscope Records aux États-Unis le 31 janvier 2012. Une version plus courte de la chanson apparaît sur Vicki Leekx, une mixtape gratuite et distribuée en ligne le 31 décembre 2010. Bad Girls a été mise à disposition par téléchargement numérique un jour après sa première mondiale à la radio et en ligne.

## Listes des pistes
- Téléchargement digital au Royaume-Uni

1. Bad Girls – 3:48

- Téléchargement digital – The Remixes

1. Bad Girls (N.A.R.S. Remix) (featuring Missy Elliott et Azealia Banks) - 2:58
2. Bad Girls (Switch Remix) (featuring Missy Elliott et Rye Rye) - 3:23
3. Bad Girls (Leo Justi Remix) - 3:55

## Classement hebdomadaire
| Classement (2012)                           | Meilleure position |
| ------------------------------------------- | ------------------ |
| Australie (ARIA)                            | 81                 |
| Belgique (Flandre Ultratip 100)             | 38                 |
| Canada (Hot 100)                            | 92                 |
| France (SNEP)                               | 61                 |
| Irlande (IRMA)                              | 80                 |
| Corée du Sud (Gaon Chart)                   | 52                 |
| Suisse (Schweizer Hitparade)                | 61                 |
| Royaume-Uni (UK Singles Chart)              | 43                 |
| Royaume-Uni (UK R&B Chart)                  | 14                 |
| États-Unis (Bubbling Under Hot 100 Singles) | 5                  |

## Crédits et personnel
- Écriture – Mathangi Maya Arulpragasam, Nate « Danja » Hills, Marcella Araica
- Production – Danja
- Pochette – Mathangi Maya Arulpragasam

## Historique de sortie
| Pays       | Date             | Format                 | Label                    |
| ---------- | ---------------- | ---------------------- | ------------------------ |
| États-Unis | 31 janvier 2012  | Téléchargement digital | Auto-édition, Interscope |
| Monde      | 1er février 2012 | Téléchargement digital | Auto-édition, Interscope |
| États-Unis | 28 février 2012  | Diffusion radio        | Auto-édition, Interscope |
| Monde      | 12 mars 2012     | CD single              | Mercury, Interscope      |